# Тонджак (район Сеула)
Район Тонджак або Тонджак-ґу (кор. 동작구, 銅雀區) — один з 25 ґу, що складають місто Сеул, Південна Корея. Тонджак — 17-е ґу яке було створене в Сеулі, після відокремлення від району Ґванак 1 квітня 1980 року.

## Символи
Головним символом району Тонджак є сніжна чапля. По всьому району на вивісках і банерах можна побачити мультиплікаційного персонажа на ім'я «Роя», дитинча сніжної чаплі. Згідно з офіційним вебсайтом, використання засніженої чаплі має символізувати «чистий, красивий і благородний дух» людей Тонджака. На емблемах, що можна знайти на багатьох офіційних будівлях, зображена сніжна чапля, що злітає в небо.

## Економіка
Тонджак є домом для деяких компаній KOSPI200: Nongshim, Honam Petrochemical та Yuhan.

## Адміністративний поділ

Адміністративний поділ

Район Тонджак ділиться на 15 тон:
- Дебан-тон
- Хиксок-тон
- Нор'янджін-тон 1, 2
- Садан-тон 1, 2, 3, 4, 5
- Сандо-тон 1, 2, 3, 4
- Сіндебан-тон 1, 2

## Освіта

Університет Сунсіль

В районі Тонджак знаходяться університет Чуншин, сеульський кампус університету Чунг-Ан і університет Сунсіль.
Нор'янджін-тон, особливо поблизу станції Нор'янджін, відомий приватними інститутами — Хагвонами, де проходять тести для вступу до коледжів та іспити на державну службу.

## Пам'ятки

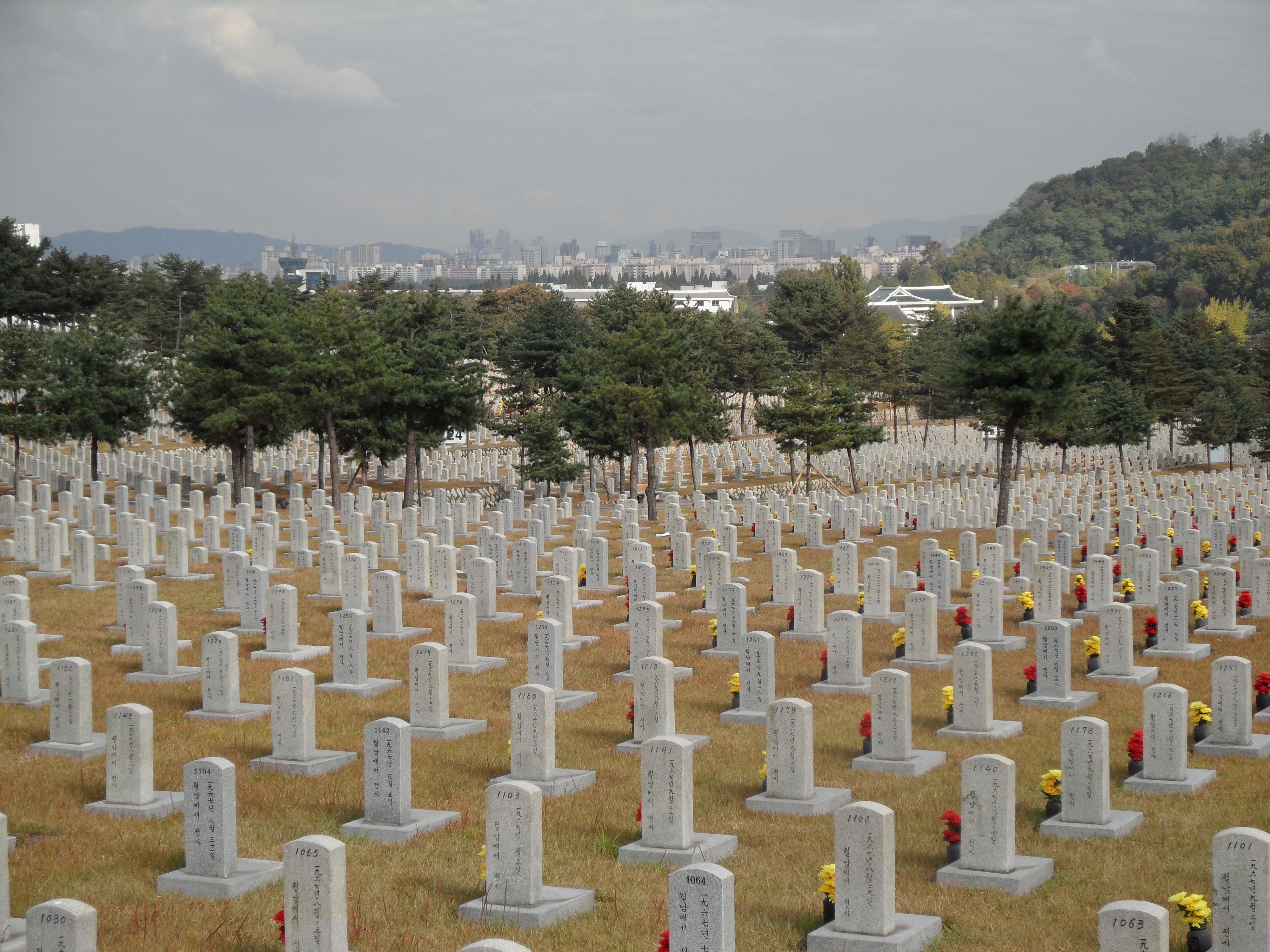
Сеульське національне кладовище

У районі Тонджак є безліч визначних пам'яток. Найвідомішою є Національне кладовище в Тонджак-тоні. Примітним є також рибний ринок Нор'янджін: майже половина риби, привезеної до міста, проходить через це місце.
Парк Борамае — великий парк, який використовувався як аеродром у часи Корейської війни. Зараз у ньому представлено кілька виведених з експлуатації літальних апаратів. У парку є велика бігова доріжка, обладнання для тренувань, скелелазіння, скейт-парк, баскетбольні майданчики, корти для бадмінтону, тенісні корти, дитячі майданчики та буддистський храм Борамае.

## Транспортування

### Залізниці
- Korail
- Сеульський метрополітен

- Перша лінія

(Йондинпо-ґу) ← Дебан — Нор'янджін → (Йонсан-ґу)
- Друга лінія - Кругова

(Сочо-ґу) ← Садан → (Ґванак-ґу) ← Сіндебан → (Ґуро-ґу)
- Четверта лінія

(Йонсан-ґу) ← Тонджак — Ісу — Садан → (Сочхо-ґу)
- Сьома лінія

(Сочхо-ґу) ← Ісу — Намсон — Університет Сунсіль — Сандо — Джансинбеґі — Сіндебансамґорі → (Йондинпо-ґу)
- Дев'ята лінія

(Йондинпо-ґу) ← Нор'янджін — Нодиль — Хиксок — Тонджак → (Сочхо-ґу)